# Animalizm
Animalizm (łac. animal „zwierzę”), inaczej zoolatria (gr. zoo „zwierzę” + lateria „służba”) – zespół wierzeń występujący w religiach pierwotnych, głównie Egiptu i Indii, którego przedmiotem jest kult zwierząt. Wynika on z idei, że pewni bogowie wcielają się w zwierzęta, a jej konsekwencją jest zoomorfizm, czyli praktyka przedstawiania tych bogów w postaci zwierząt lub z cechami zwierzęcymi. W starożytnym Egipcie wyobrażano sobie bogów pod postacią krokodyla, ibisa, kota, byka lub szakala.
Kult zwierząt uważany jest za pozostałość totemizmu.